# Шатогей (селище, Нью-Йорк)
Шатогей (англ. Chateaugay) — селище (англ. village) в США, в окрузі Франклін штату Нью-Йорк. Населення — 735 осіб (2020).

## Географія
Шатогей розташований за координатами 44°55′36″ пн. ш. 74°4′49″ зх. д. / 44.92667° пн. ш. 74.08028° зх. д. (44.926589, -74.080398).  За даними Бюро перепису населення США в 2010 році селище мало площу 2,81 км², уся площа — суходіл.

## Демографія
Згідно з переписом 2010 року, у селищі мешкали 833 особи в 354 домогосподарствах у складі 219 родин. Густота населення становила 297 осіб/км².  Було 419 помешкань (149/км²).
Расовий склад населення:
| - 98,3 % — білих - 0,7 % — вихідців з тихоокеанських островів - 0,2 % — корінних американців - 0,2 % — чорних або афроамериканців - 0,1 % — азіатів |

До двох чи більше рас належало 0,4 %. Частка іспаномовних становила 0,7 % від усіх жителів.
За віковим діапазоном населення розподілялося таким чином: 23,0 % — особи молодші 18 років, 59,5 % — особи у віці 18—64 років, 17,5 % — особи у віці 65 років та старші. Медіана віку мешканця становила 40,9 року. На 100 осіб жіночої статі у селищі припадало 87,2 чоловіків;  на 100 жінок у віці від 18 років та старших — 85,8 чоловіків також старших 18 років.
Середній дохід на одне домашнє господарство  становив 47 118 доларів США (медіана — 40 500), а середній дохід на одну сім'ю — 59 046 доларів (медіана — 60 875). Медіана доходів становила 42 708 доларів для чоловіків та 31 667 доларів для жінок. За межею бідності перебувало 27,3 % осіб, у тому числі 54,7 % дітей у віці до 18 років та 10,4 % осіб у віці 65 років та старших.
Цивільне працевлаштоване населення становило 254 особи. Основні галузі зайнятості: освіта, охорона здоров'я та соціальна допомога — 27,2 %, публічна адміністрація — 11,8 %, виробництво — 9,4 %, транспорт — 7,5 %.